# Grundy megye (Illinois)
Grundy megye az Amerikai Egyesült Államokban, azon belül Illinois államban található. Megyeszékhelye és legnagyobb városa Morris. Lakosainak száma 52 533 fő (2020. április 1.). Grundy megye LaSalle, Livingston, Kendall, Will és Kankakee megyékkel határos.

## Népesség
A megye népességének változása:
| Lakosok száma | 50 115 | 50 067 | 50 208 | 50 228 | 50 541 | 52 533 |
|               | 2010   | 2011   | 2012   | 2013   | 2015   | 2020   |